# 原德国武官公寓
原德国武官公寓，始建于1924年，坐落于当时的天津德租界新界内青岛路（今河西区九龙路1号马场道青岛胡同2号），该建筑目前为重点保护等级历史风貌建筑。现为九三学社天津市委员会办公楼。

## 历史
马场道的青岛胡同原为清鸣台。1924年，由英国人戈尔出资建造，德国建筑师设计的几栋公寓式别墅在此兴建。之后，该建筑曾作为开滦矿务局高级职员居住房屋。20世纪40年代后，该建筑被附近的美国兵营征用。1947年11月至1949年9月，时任东北师范大学教授、国民政府资源委员会所属的秦皇岛长城煤矿协理的孙祺藩先生全家曾居住于此。中华人民共和国成立后，1957年，九三学社天津市委员会开始在此办公。二十世纪七十年代中后期，中国共产党天津市市委统战部、中国民主建国会天津市委员会、天津市工商联合会都曾在此建筑内办公。后来该建筑成为九三学社天津市委员会专用办公楼至今。

## 建筑风格
原德国武官公寓建筑面积为824.62平方米，为二层砖木结构德式建筑，带地下室，局部为三层，建筑顶部为多坡大筒瓦顶设老虎窗，外立面为疙瘩小卵石混水墙面。建筑内部一层设有主人房、客厅、餐厅、佣人房、厨房和车库；二层设有书房、主人房、客厅、阳台、浴室和储物间。